# 黎城县
黎城县是中国山西省长治市所辖的一个县。区域总面积为1166平方公里。

## 历史
北魏太平真君十一年（450年）析潞城县地置刈陵县，治所在今县城北5千米古县村，属襄垣郡。隋开皇十八年（598）改黎城县，属潞州。大业初改属上党郡。唐武德初属韩州，贞观十七年（643年）复属潞州。唐天祐二年（905年）避朱全忠父朱诚名讳，更名黎亭县。五代后唐复名黎城县。宋天圣三年（1025年）徙今治。熙宁五年（1072年）废入潞城县。元祐元年（1086年）复置黎城县，属隆德府。金、元仍属潞州。明、清俱属潞安府。1949年属长治专区，后属晋东南专区和地区。1985年属长治市。

## 地理
地处太行山腹地。

## 行政区划
黎城县下辖8个镇：
东阳关镇、上遥镇、西井镇、黄崖洞镇、黎侯镇、洪井镇、西仵镇和程家山镇。

## 交通
- 邯长铁路
- 长邯高速公路
- 天黎高速公路
- 207国道、 309国道

## 人口
根據第七次人口普查數據，截至2020年11月1日零時，黎城縣常住人口為134186人。。
2010年第六次全国人口普查黎城县常住人口158541人。

## 经济
2012年GDP31.40亿元。

## 风景名胜
- 全国重点文物保护单位：黄崖洞兵工厂旧址、西周黎侯墓群、长宁大庙、辛村天齐王庙、黎城城隍庙
- 山西省文物保护单位：抗日三周年纪念塔
- 黎城县文物保护单位

## 名人
- 馮奉世： 生年不詳，公元前三十九年辭世， 西漢上黨潞州（ 今黎城縣七里店村）人氏，西漢名將，歷經武帝，昭帝，宣帝及元帝，在於西漢統一大業上，戰功彪炳.

- 靳榮藩（ 公元一七二六年至公元一七八四年），清代乾隆十三年（ 公元一七四四年）進士，遺著有《 吳詩集覧》（ 共二十卷）， 《 潞郡舊聞》3⃣️卷等等